# & (漫画)
『&』（アンド）は、おかざき真里による日本の漫画作品。
『FEEL YOUNG』（祥伝社）にて2010年5月号から2014年1月号まで連載されていた。単行本は全8巻で、最終巻には番外編2編が収録された。

## あらすじ
昼間は病院で医療事務員として働く青木薫は、夜だけ営業する個人のネイルサロンを始める。過去の経験から他人に触られるのが苦手で、恋愛にあまり興味を持てなかった薫だったが、職場の矢飼医師の過去を聞き、今までにない感情を持ち始める。

## 登場人物
青木 薫（あおき かおる）
昼間は派遣のメディカルクラーク（医療事務）として働き、夜はネイルサロンの個人ショップを経営する。以前は出張ネイルサロンをやっていた。仕事以外で他人と触れ合うのが苦手だったが、矢飼と接するうちに、初めて自分から触りたいと感じる。
矢飼 黄河（やがい こうが）
薫が勤める病院の医師。肺外科医。45歳。毒舌家で人嫌いだが医師としての腕は良い。かつて、逆恨みした患者の身内が傷害事件を起こし、手の平にその傷痕が残っている。
城田 孟司（しろた たけし）
通称・シロ。薫の大学の後輩。カリスマプログラマー。従業員3名の小さなプログラム関連の会社「TEAM GORILLA」の社長。数年ぶりに薫と再会し、会社の使用していない一階部分を薫に貸す。
大学の頃、数学サークルに入ろうと部室の近くにいた時に、薫が所属していたマーラー同好会の入部希望者と勘違いされ、入部する羽目になるが、薫は自分がスカウトしたことすら覚えていなかった。新歓コンパの飲み会の後、薫とキスをし、好きになってしまう。
美由起（みゆき）
薫が勤める病院の看護師。薫とは同じ中学校出身。赤坂と付き合っている。
赤坂（あかさか）
薫が勤める病院の医師。若い頃、事故で瀕死の重傷を負った矢飼の恋人を蘇生させた。美由起と付き合っている。
茶沢（ちゃざわ）
シロの同僚の女性。通称・ハル。

## 書誌情報
- おかざき真里 『&』 祥伝社〈フィールコミックス〉 全8巻
  1. 2010年11月8日発売、ISBN 978-4-396-76507-1
  2. 2011年05月9日発売、ISBN 978-4-396-76522-4
  3. 2012年01月7日発売、ISBN 978-4-396-76537-8
  4. 2012年06月8日発売、ISBN 978-4-396-76549-1
  5. 2013年01月8日発売、ISBN 978-4-396-76567-5
  6. 2013年06月7日発売、ISBN 978-4-396-76578-1
  7. 2013年12月7日発売、ISBN 978-4-396-76592-7
  8. 2014年04月8日発売、ISBN 978-4-396-76601-6